# Vrbljene
Vrbljene – wieś w Słowenii, w gminie Ig. W 2018 roku liczyła 266 mieszkańców.